# Marco Sternheimer
Marco Sternheimer (* 14. August 1998 in Augsburg) ist ein deutscher Eishockeyspieler, der seit Juli 2022 beim EHC Königsbrunn aus der viertklassigen Bayernliga unter Vertrag steht und dort auf der Position des Stürmers spielt. Zuvor absolvierte Sternheimer zwischen 2018 und 2022 insgesamt 167 Spiele für die Augsburger Panther in der Deutschen Eishockey Liga (DEL) sowie sechs Länderspiele für die deutsche Nationalmannschaft.

## Karriere
Marco Sternheimer durchlief sämtliche Nachwuchsmannschaften des Augsburger EV, ehe er in der Saison 2016/17 einen Ausbildungsvertrag zur Heranführung an die Profimannschaft unterzeichnete, die der Deutschen Eishockey Liga (DEL) zugehörig war. In dessen Rahmen absolvierte er ab Januar 2017 insgesamt 42 Spiele für den ERC Sonthofen in der drittklassigen Oberliga und erzielte dabei 45 Scorerpunkte. Ebenso spielte er weiter für die U19-Junioren des heimischen AEV und schloss die Hauptrunde der Spielzeit 2016/17 als Topscorer sowie bester Torschütze der Deutschen Nachwuchsliga (DNL) ab. In der Saison 2017/18 bestritt das Talent sein erstes Profispiel für die Panther gegen die Adler Mannheim. Zur Spielzeit 2018/19 wurde der Linksschütze fester Bestandteil der Mannschaft und erzielte direkt im ersten Spiel seinen ersten DEL-Scorerpunkt. Am 23. Dezember 2018 erzielte der Stürmer sein erstes Tor im Derby gegen den ERC Ingolstadt.
Ende Mai 2022 verkündete Marco Sternheimer im Alter von 23 Jahren, seine Profikarriere zu Gunsten eines Hochschulstudiums zu beenden. Wenige Tage später gab der in der viertklassigen Bayernliga spielende EHC Königsbrunn bekannt, dass Sternheimer ab der Saison 2022/23 für den EHC aufläuft. Mit dem EHC feierte der Angreifer in den Frühjahren 2023 und 2024 jeweils den Meisterschaftsgewinn in der Bayernliga. Insbesondere am ersten Meisterschaftsgewinn hatte Sternheimer als Topscorer der Hauptrunde sowie Playoffs maßgeblichen Anteil.

### International
Marco Sternheimer bestritt drei Länderspiele für die U20-Nationalmannschaft sowie 13 weitere in den jüngeren Altersklassen. Im Februar 2019 nominierte Bundestrainer Toni Söderholm Sternheimer in den Kader des Top Team Peking, einer U25-Auswahl des Deutschen Eishockey-Bundes für die Olympischen Winterspiele 2022 in Peking. Im Spiel gegen die Schweiz am 5. Februar erzielte der Stürmer sein erstes Tor für die U25-Auswahl. Insgesamt kam er zwischen 2019 und 2021 zu sechs Länderspieleinsätzen. 

## Erfolge und Auszeichnungen
| - 2017 Topscorer der DNL-Hauptrunde - 2017 Bester Torschütze der DNL-Hauptrunde - 2023 Bayernliga-Meister mit dem EHC Königsbrunn - 2023 Topscorer der Bayernliga-Hauptrunde | - 2023 Bester Torschütze der Bayernliga-Hauptrunde - 2023 Topscorer der Bayernliga-Playoffs - 2023 Bester Vorlagengeber der Bayernliga-Playoffs - 2024 Bayernliga-Meister mit dem EHC Königsbrunn |

## Karrierestatistik
Stand: Ende der Saison 2024/25
(Legende zur Spielerstatistik: Sp oder GP = absolvierte Spiele; T oder G = erzielte Tore; V oder A = erzielte Assists; Pkt oder Pts = erzielte Scorerpunkte; SM oder PIM = erhaltene Strafminuten; +/− = Plus/Minus-Bilanz; PP = erzielte Überzahltore; SH = erzielte Unterzahltore; GW = erzielte Siegtore; 1 Play-downs/Relegation; Kursiv: Statistik nicht vollständig)